# Chaiba
Chaiba (em árabe: الشعيبة) é uma comuna localizada na província de Tipasa, Argélia. Sua população estimada em 2008 era de 20 427 habitantes.